# Доводжувач
Доводжувач - посада в штаті намісника (представника московської великокнязівської влади) наприкінці XV-XVI століттях.

## Опис посади
Доводжувач у судебниках часто називається ще тижденьцем, оскільки виконавці цієї посади чергувалися тижнями.
При доводжувачах складалися помічники для судових роз'їздів - змовники і їздці.

## Обов'язки та нагороди
Основні функції доводжувача ставилися до цивільного та кримінального суду, здійснюваному намісником. Доводжувач повинен був закликати відповідача  та свідків до суду, тобто доводити до відома, повідомляти відповідача про призначення суду.
Доводжувач ходив до відповідача або їздив, за свою працю він отримував прогони по відстані. Прогони у першому випадку називалися «хожене», у другому - їзда.
Доводжувач їхав з порядком, яку пред'являв відповідачу. У «пам'яті» повідомлявся термін, коли призначено суд.
Призначення та звільнення доводжувача повністю залежало від рішення намісника.
Оплата праці доводжувача, також як і інших осіб у штаті намісника, здійснювалася за рахунок корму. Доводжувач отримував в дні основних свят - Різдво Христове, Великдень і Петрів день - встановлений для нього корм грішми й речами від жителів ділянки, на який його було призначено.
Винагороду доводжувач отримував за виконання своїх обов'язків щоразу окремо, закликаючи до суду відповідача і свідків.
Доводжувач, як і інші служителі при наміснику, жив у будинку, що знаходиться на громадському утриманні.